# Định luật vật lý
Một định luật vật lý là một sự khái quát hóa một cách khoa học dựa trên các quan sát thực nghiệm. Các định luật vật lý có thể coi là các kết luận rút ra từ, hay các giả thuyết được kiểm nghiệm bởi các thí nghiệm vật lý. Mục đích cơ bản của khoa học nói chung, hay vật lý nói riêng, là mô tả tự nhiên bởi hệ thống các định luật như vậy.VD:Định luật Ôm, định luật phản xạ ánh sáng.v.v.....